# Станіслав Монюшко
Стані́слав Моню́шко (пол. Stanisław Moniuszko, лит. Stanislovas Moniuška, біл. Станіслаў Манюшка; 5 травня 1819, Убель під Мінськом — 4 червня 1872, Варшава) — польський та білоруській композитор; автор пісень, оперет, балетів, опер; творець польської національної опери.

## Біографія
Родом з фільварка Убель (Червенський район, Білорусь). Музиці вчився спочатку в матері. У сім'ї Монюшків культивувалися патріотичні й культурні цінності (родина належала до збіднілої шляхти), що вплинуло на формування естетичного та громадського світогляду майбутнього композитора. 1827 року сім'я Монюшків переїхала до Варшави, де восьмирічний Станіслав розпочинає своє навчання в Августа Фреєра (учня Юзефа Ельснера) у класі гри на фортепіано та органі. Згодом, у 1830 році сім'я переїхала до Мінська. Тут Монюшко навчався в гімназії, де практикував композицію під керівництвом Д. Стефановича. В 1837–1840 роках навчається в Берліні у Ф. Рунґенгаґена (композиція, хорове диригування).
1838 року вийшли «Три пісні» на слова Адама Міцкевича. У 1839 із музикою Монюшка у Львові була поставлена п'єса «Ночівля в Апенінах» Александра Фредра. Того ж року у Вільні диригує своєю месою. До раннього творчого періоду належать також два струнні квартети.
У 1840–1858 жив у Вільні. Служив у костелі святого Івана, давав уроки фортепіано й композиції (серед учнів — Ц. Кюї). До цього періоду відноситься його найвідоміший твір — опера «Галька», уперше в концертному виконанні у Вільні (1848); постановка (1854). У новій редакції в 4 актах поставлена у Варшаві (1858). До вільнюського творчого періоду також належать більшість пісень композитора, які стали вагомими для польської музичної культури того часу, оскільки до нього основним репертуаром як професійних польських співаків так і любителів були арії й пісні французьких та італійських композиторів (пісні Кароля Курпінського, Юзефа Ельснера, Марії Шимановської та ін. ще не могли їх витіснити).
З 1850 диригував у віленському міському театрі на оперних спектаклях. З 1858 року живе у Варшаві (рік постановки другої, 4-актної, редакції «Гальки»), диригент Великого театру (пол. Teatr Wielki), в 1864–1874 професор Музичного інституту. Монюшко неодноразово диригував своїми творами в Петербурзі, підтримував дружні зв'язки з російськими музикантами (присвятив А. С. Даргомижському фантастичну увертюру «Казка», 1848). В 1856 А. Н. Сєров в рецензії на авторський концерт Монюшка в Петербурзі відзначив мелодичну свіжість, прозору оркестровку та оригінальність музики.

## Творчість
Першим виданим твором Монюшка є «Три пісні» на слова Адама Міцкевича (1838). З 1842 писав пісні (усього близько 400), видані у збірниках «Домашні піснярі» (збірник 1-6, 1844—1859; посмертно збірники 7-12 видав польський фольклорист, музикознавець і філолог Ян Карлович). Пісні Монюшка заклали основи польської національної вокальної музики. Головна заслуга композитора — створення національної опери.
Творам Монюшка притаманні мелодійність, ліризм, опора на національний пісенний і танцювальний фольклор, доступність музичної мови, а в музично-сценічних творах — майстерність у створенні індивідуальних характеристик (особливо комічних), у побудові масових, ансамблевих і сольних сцен. Глибоко проникнувши в народно-пісенну культуру, Монюшко створював оригінальні мелодії, багато з яких стали вважатися народними.
Головні риси композиторського таланту Монюшка яскраво втілені в опері «Галька», яка показує соціальні конфлікти й має демократичне спрямування. Патріотичні та демократичні погляди знайшли вираження також у 12 «домашніх пісенниках», опері «Страшний двір» («Зачарований замок»), забороненій царськими властями після кількох спектаклів 1865 року, опері «Парія» (1869) та ін. Монюшко був знайомий з Берджихом Сметаною, який поставив «Гальку» в Празі (1868), Ференцом Лістом, який видав полонези Монюшка, та ін.

## Монюшко іБілорусь
Створення перших водевілів, музичних комедій і комічних опер Монюшка пов'язано з Білоруссю. У 1834 мінськими аматорами поставлений один з перших його музичних творів «Канторскія служачыя»; 1841 року в Гродно, 1843 — у Мінську поставлені одноактні комедії «Лотерея» (лібрето Корвін-Мілевського). На лібрето В.Дуніна-Марцінкевіча композитором написані «Рекрутський набір» (за К. Кіжижановським; поставлена в 1841 у Мінську), «Боротьба музикантів», «Чудова вода» (спектакль у Мінську ставивили 21 раз), «Іділія» («Сялянка», з К. Кжижановським; поставлена в 1852 у Мінську; у 1853—1855 ставилася в Бабруйську, Слуцьку, Нясьвіжи, Глуську та ін.). Прем'єра комічної опери «Іділія» відбулася 9 лютого 1852 у Мінському міському театрі.
Завдяки використанню в лібрето білоруської мови (разом з польською) й опорі на білоруський фольклор, ця подія стала значною віхою в історії білоруської музичної культури. Вперше з білоруської театральної сцени звучали національні мелодії, примовляння і приказки, що було не просто творчою сміливістю автора в умовах зневаги до білоруської культури часів Миколи І, але й свідченням творчої, ідейної та громадської позиції композитора. Проте погляди С. Монюшка наражалися на критику навіть з боку друзів. Так, наприклад, У. Сиракомля, який схвалював Дуніна-Марцінкевіча за те, що він «першим наважився створити великий твір нашою народною мовою», вважав твори Монюшка «занадто гострими», а відомий варшавський музичний критик Ю. Сікорський неодноразово дорікав Монюшкові за соціально загострені сюжети, які надавали музиці «небажаного характеру».
Світогляд Монюшка сформувався вже в юнацькі роки, що пройшли в Білорусі. З малих років майбутній композитор відчув багатство і привабливість білоруського фольклору, особливо пісенного. Тому білоруський колорит яскраво прослідковується в його творах, особливо ранніх. У передмові до 1-го випуску «Хатняга сьпеўніка» (1844) Монюшко повідомляв, що помістив у ньому 
| пісеньки сіл розташованих при Німані... у цих поетичних творах найяскравіше проявився національний характер і місцевий колорит [...], а те, що є у ній народного, національного, місцевого, що з'являється відголоском наших дитячих спогадів, ніколи не перестає подобатися жителям тієї землі, на якій вони народилися й виросли |
Пізніше С. Монюшко щедро черпав з криниці білоруської народної творчості. Так, в опері «Сплавник лісу» («Плытагоны», 1858) Р. Ширма відзначив 
| таке багатство пісенних і танцювальних народних інтонацій, що часом створюється враження присутності десь під Луцьком або Мінськом на народному святі |

## Пам'ять
- Похований на Повонзківському цвинтарі. У Мінську на будинку гімназії, у якій навчався Станіслав Монюшко, встановлена премеморіальна таблиця.
- У Вільнюсі на вул. Німецькій (Вокечю) на будинку, у якому мешкав композитор, встановлена пам'ятна таблиця.
- Ім'я Монюшка носить вулиця на Жверинасі.
- Ім'я Станіслава Монюшка носить вулиця у Харкові.[9]
- Ім'я Станіслава Монюшка носить вулиця у Тернополі
- У сквері біля костелу Св. Катерини 1922 року установлений пам'ятник композиторові (погруддя скульптора Болеслава Балзукевича на постаменті, що залишився від пам'ятника О. Пушкіну після евакуації погруддя російського поета з Вільни в 1915).
- Ім'ям творця польської національної опери Станіслава Монюшка колись називалася коротенька вуличка, що сполучала сучасні вулиці Шопена та Богдана Лепкого у Львові.[10]
- Ім'я Станіслава Монюшка носить Центральний залізничний вокзал у Варшаві

## Спадщина

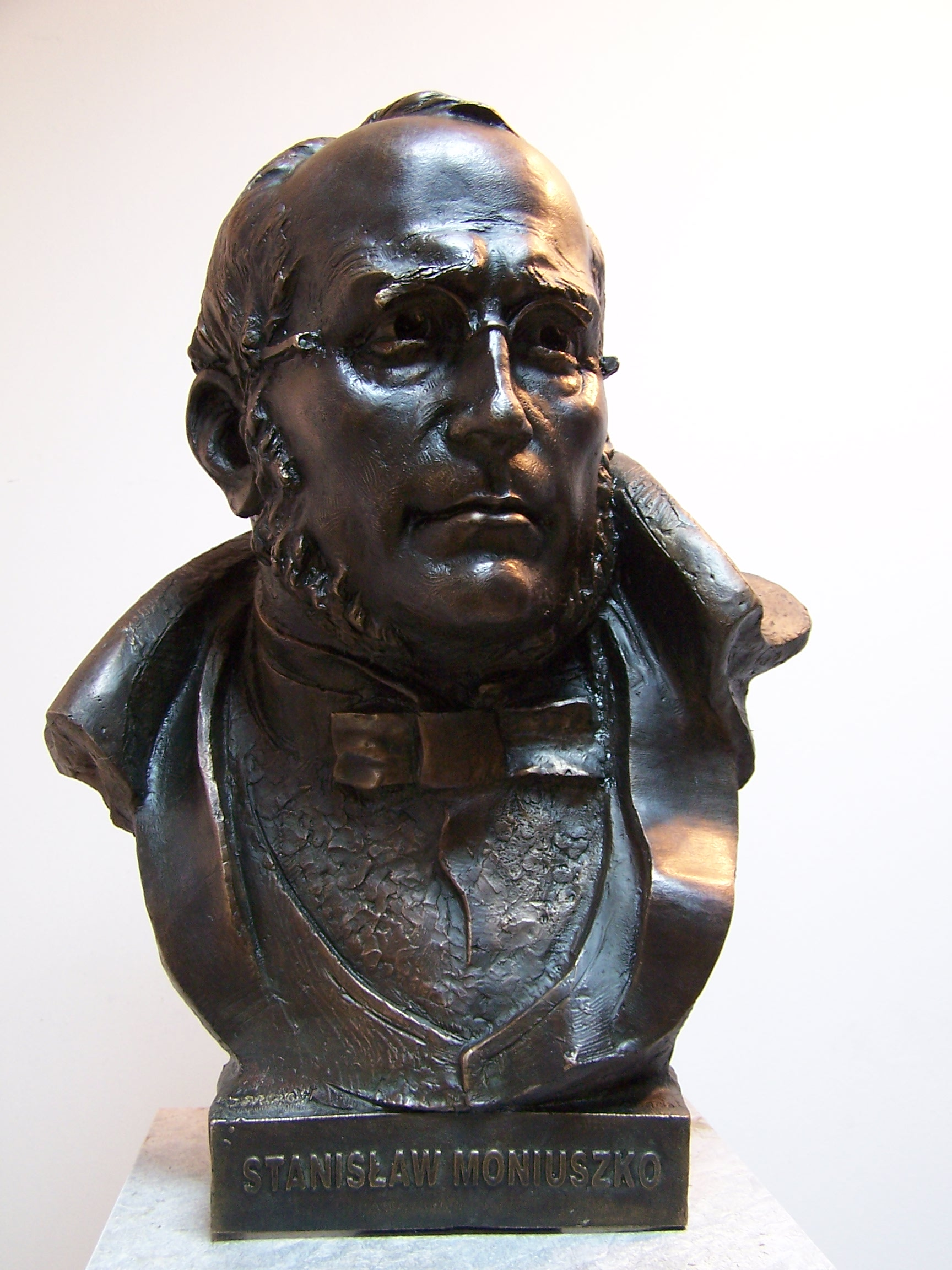
Погруддя С.Монюшкові авторства Геннадія Єршова. Музична Академія ім. С.Монюшко у Гданську
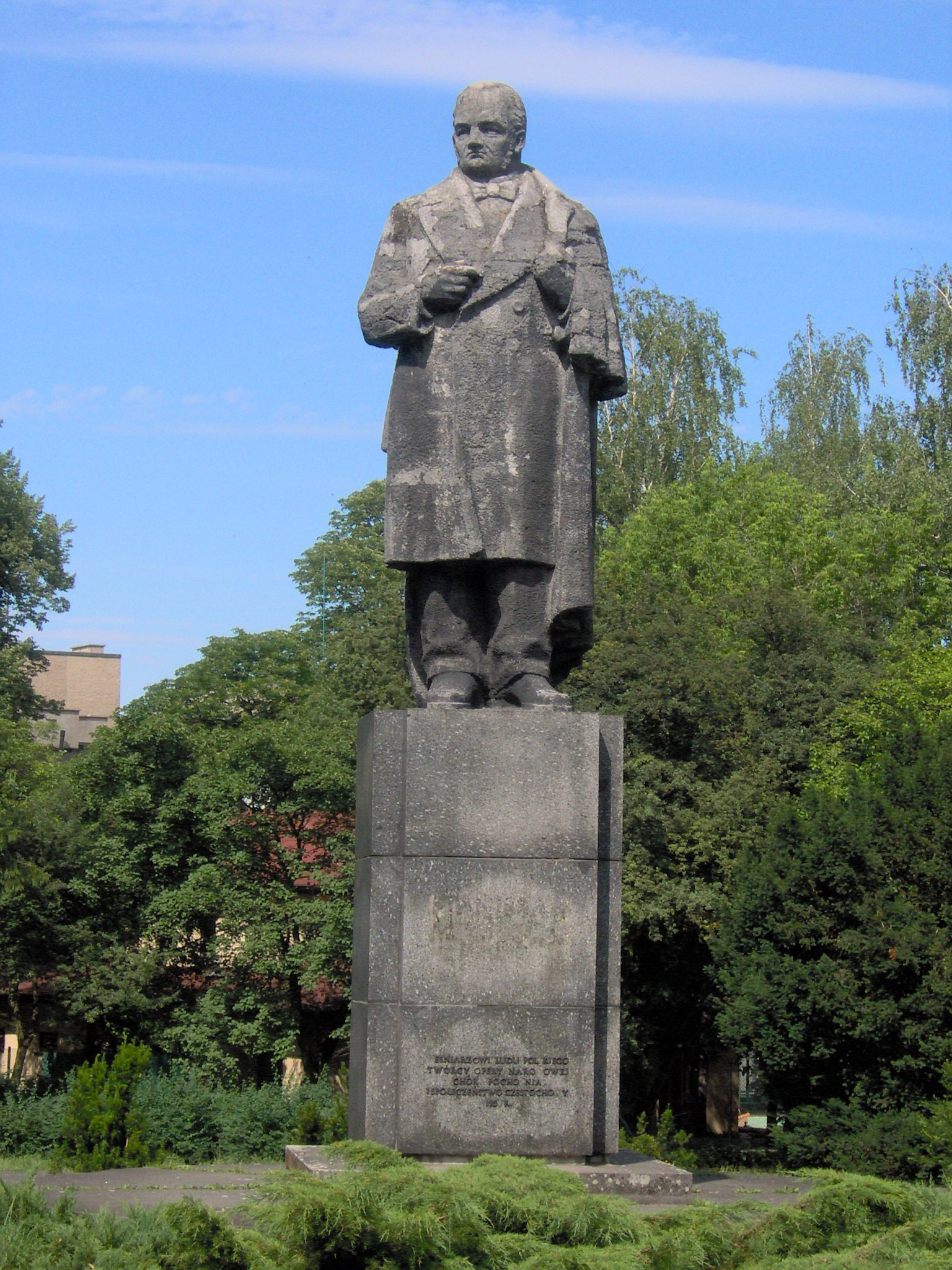
Пам'ятник С. Монюшкові в Ченстохові
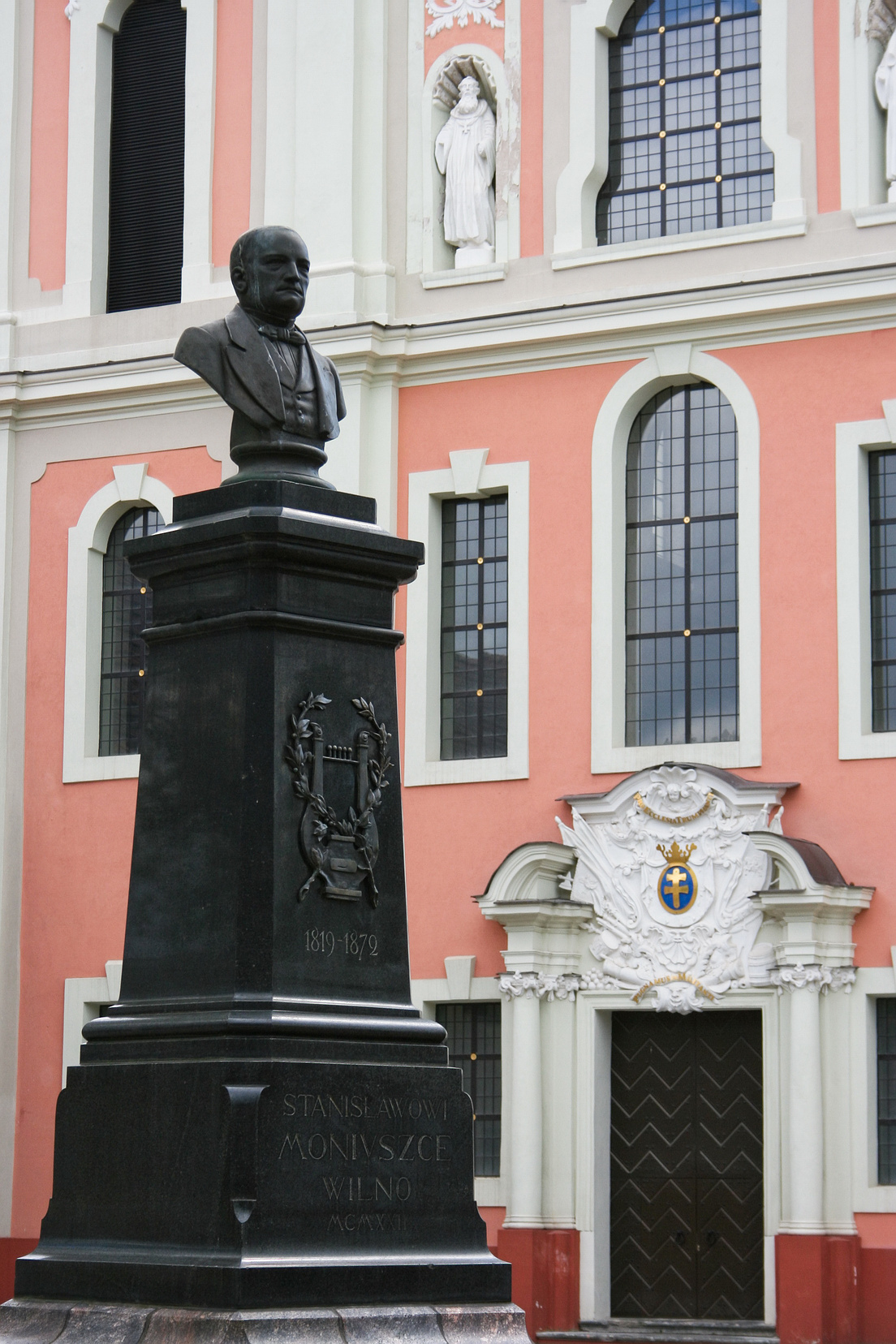
Пам'ятник С. Монюшкові у Вільнюсі
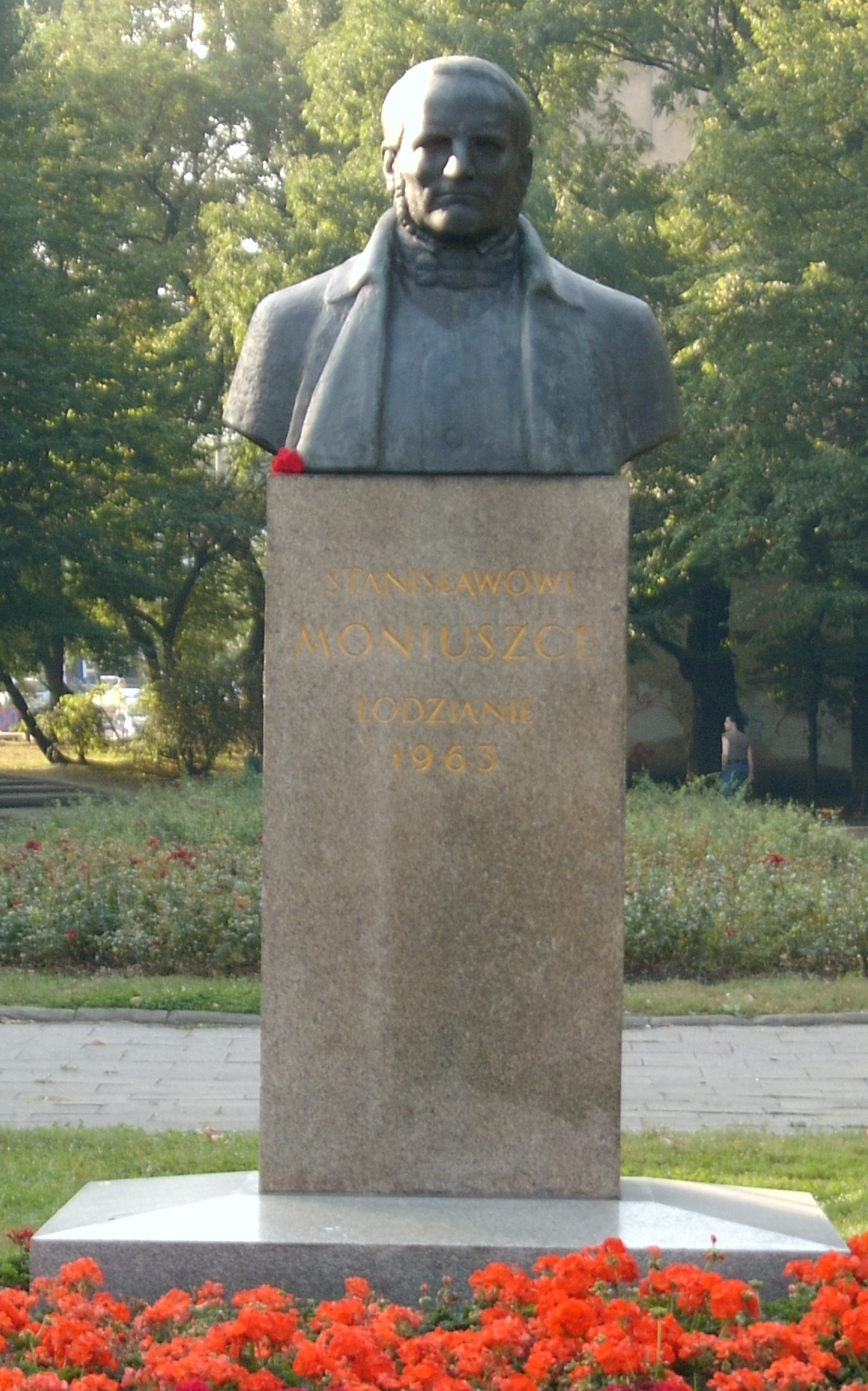
Пам'ятник С. Монюшкові в Лодзі
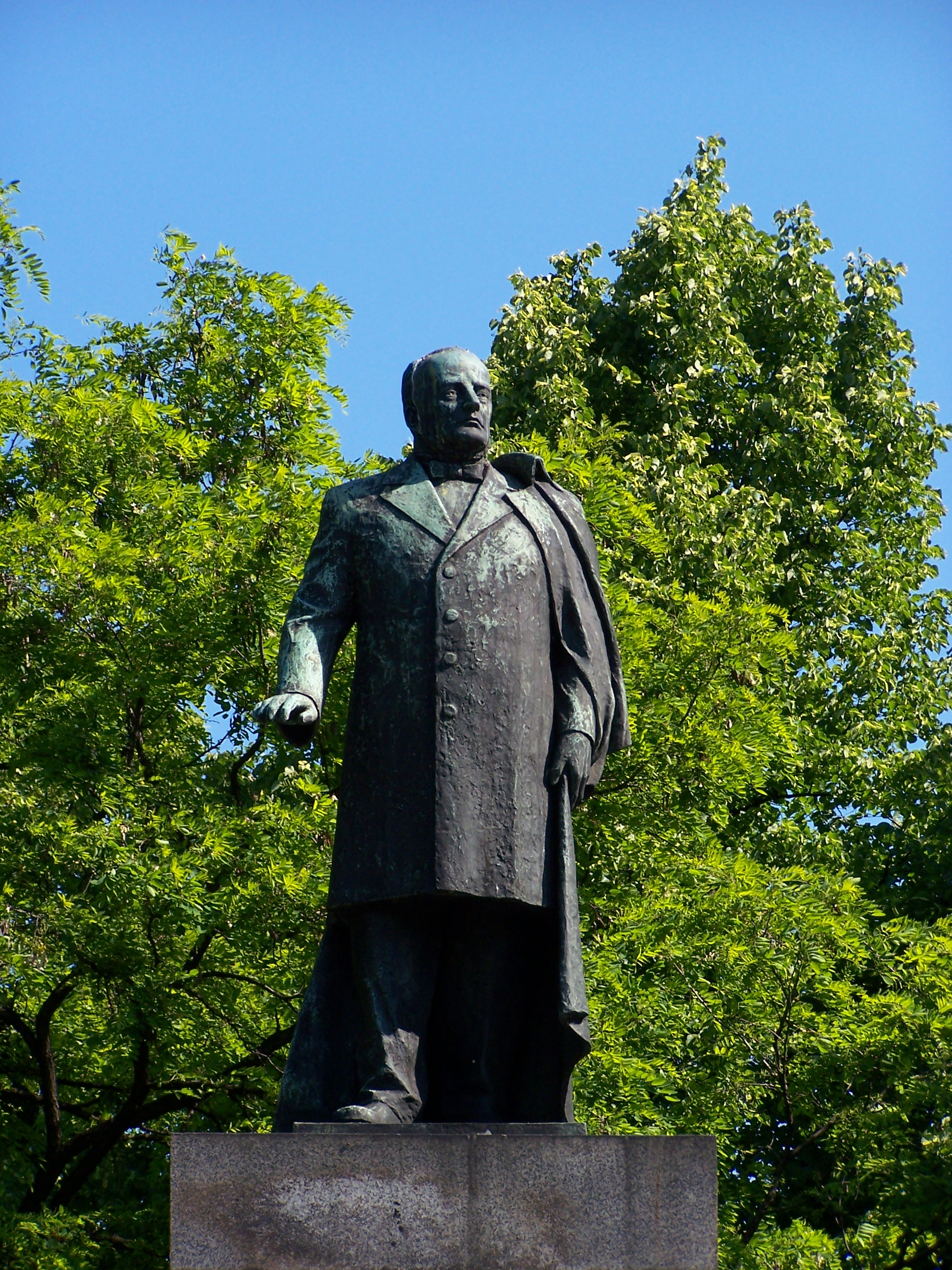
Пам'ятник С. Монюшкові в Катовицях
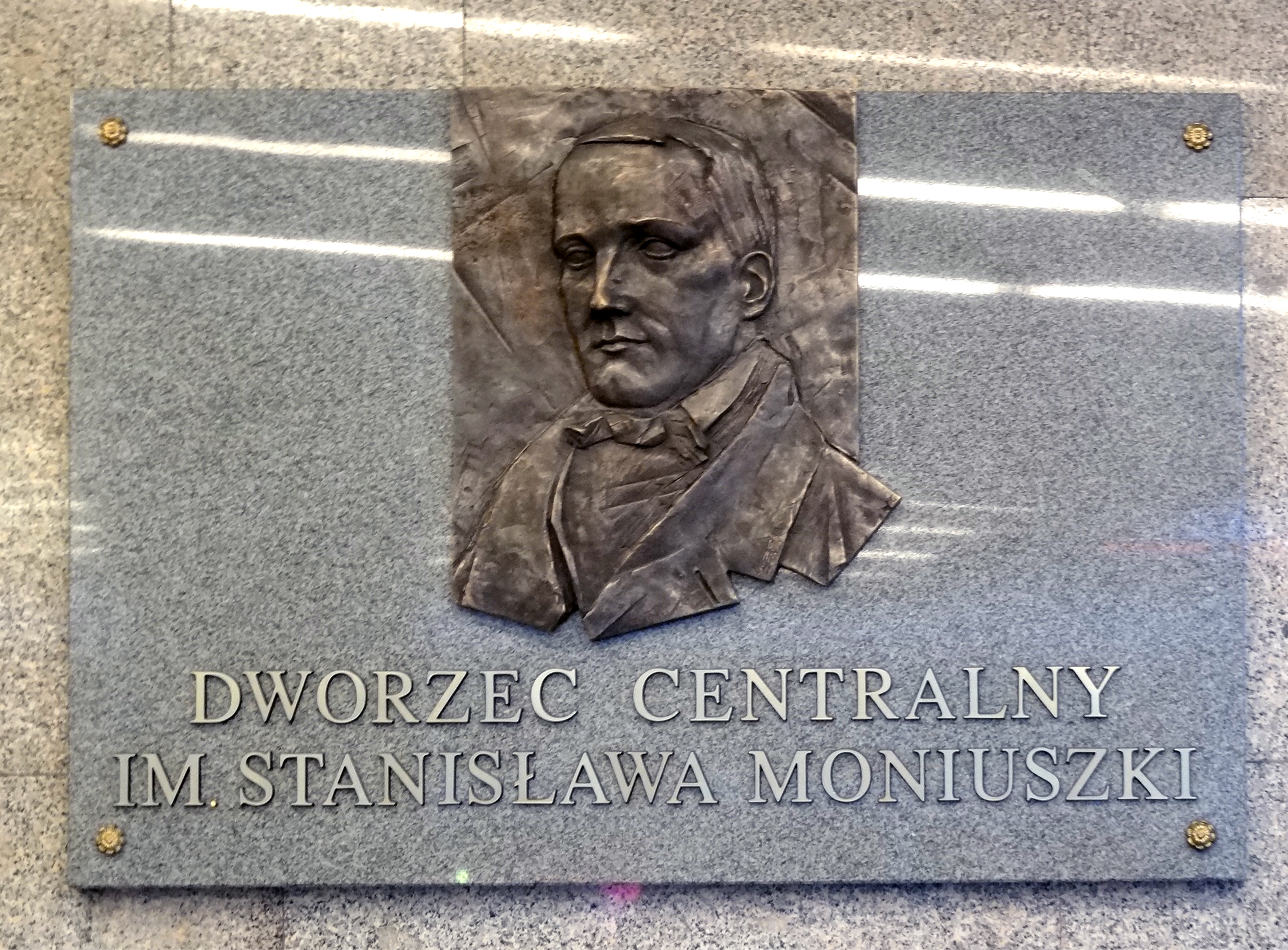
Дошка на вокзалі у Варшаві, названому на його честь

### Опери
- Ідеал (Ideal, 1841),
- Карманьйола (Karmaniol, 1840),
- Жовтий чепець (Zolta szlafmyca, коло 1842),
- Чудова вода (Woda cudowna, 1840-і роки),
- Сільська ідилія (Sielanka, 1843: виконана 1852),
- Галька (1-а редакція, 1848, Вільнюс; 2-а редакція, 1858, Варшава),
- Бетлі (комічна опера, 1852),
- Сплавник лісу (Flis, комічна опера, 1858),
- Графиня (Hrabina, комічна опера, 1860),
- Чесне слово (Verbum nobile, 1861),
- Зачарований замок (Страшний двір; Straszny dwor, 1865),
- Парія (Paria, 1869);

### Оперети
- Лотерея (Loteria, 1843, Мінск; 1846, Варшава),
- Рекрутський набір (Pobor rekrutow, 1842),
- Боротьба музикантів (Walka muzykow, 1840-е роки),
- Явнута, або Цигани (1-а редакція під назвою Цигани — Cyganie, 1850, поставлена 1852, Вільнюс; 2-а редакція під назвою Явнута, 1860, Варшава),
- Беата (мелодрама, 1872, Варшава);

### Балети
- «Монте Крісто» (1866),
- «На постої» (Na kwaterunku, 1868),
- «Вибрики сатани» (Figle szatana, 1870):
- балетна музика до опер О. Николаі «Віндзорскі проказницы» і Д. Обера «Бронзовий кінь»;

### Кантати
- «Мільда» (Milda, 1848, слова Ю. І. Крашевського)
- «Нійола» (Nijoła, 1852, слова Ю. І. Крашевського)
- «Круміне» (1852, слова Ю. І. Крашевського)
- «Примари» (Widma, 1859, слова А. Міцкевича)
- «Кримські сонети» (Sonety krymskie, 1867, слова А. Міцкевича)

### Духовна музика
- «Остробрамські літанії» (Litanie Ostrobramskie)
- 6 мес, зокрема «Петровінська»

### для оркестру
увертюри:
- «Казка» (Зимова казка; Bajka, Conte d'hiver, 1848),
- «Каін, або Смерть Авеля» (1856),
- «Воєнна увертюра, або Коханка гетьмана» (Uwertura wojenna albo Kochanka hetmanska, 1857), *"Концертний полонез" (Polonez koncertowy);

### камерно-інструментальна музика
- 2 струнних квартети (до 1840);

для фортеп'яно (близько 50 п'єс) — * «Безделушки» (Fraszki, 2 зошити п'єс, 1843),
- 6 полонезів, вальси, мазурки;

для органа-
- «Пісні нашого костелу» (Piesni naszego kosciola),

### для голосу з фортеп'яно
- більше 400 пісень;
- хори, вокальні ансамблі;

Пісні перекладені українською
- Мазурка (Mazurek) — сл. К.Бродзінського, укр. текст — Г. Швидків[11]
- Мандрівна пташтка (Wędrowna ptaszyna) — сл. Я. Чечота, укр. текст Т. Перенчук[11]
- Вечір (Pieśń wieczorna) — сл. В. Сирокомлі, укр. текст Бориса Тена[11]
- Золота рибка (Złota rybka) — сл. Я. Захар'ясевича, укр. текст А. Манговського[11]
- Персик (Morel) — сл. А. Чодзко, укр. текст М. Тарчинської[11]
- Прялка (Prząśniczka) — сл. Я. Чечота, укр. текст А. Магновського[11]

### музика до спектаклів драматичного театру
до водевілів:
- А. Фредро «Ночівля в Апенінах» (1839),
- «Новий Дон Кіхот, або Сто безумств» (1842, поставлений 1923),

до постановок
- «Гамлета» і «Венеціанського купця» Шекспіра,
- «Розбійників» Шиллера, «Карпатських горців» Коженевського,
- «Ліллі Венеди» Ю. Словацького.